# Рувнянкі
Рувнянкі (пол. Równianki) — село в Польщі, у гміні Рудник Красноставського повіту Люблінського воєводства.
Населення — 121 особа (2011).
У 1975-1998 роках село належало до Замойського воєводства.

## Демографія
Демографічна структура станом на 31 березня 2011 року:
|          | Загалом | Допрацездатний вік | Працездатний вік | Постпрацездатний вік |
| -------- | ------- | ------------------ | ---------------- | -------------------- |
| Чоловіки | 65      | 15                 | 37               | 13                   |
| Жінки    | 56      | 10                 | 29               | 17                   |
| Разом    | 121     | 25                 | 66               | 30                   |